# كريم هادي
كريم هادي لاعب كرة اليد ومدرب مشهور من بغداد، ولد في منطقة الكاظمية وكان مدرب نادي سماهيج لكرة اليد البحريني لموسمين متتاليين، وشارك سابقاً في عدة بطولات دولية، وكان أحد لاعبي نادي الكرخ.

## نشأته ومشاركاته الرياضية
أبتدات موهبته الرياضية من أيام الدراسة في ثانوية العطيفية ثم نادي الكرخ الرياضي ببغداد ثم ألتحق بالخدمة الإلزامية العسكرية عام 1979م، ومثل خلالها نادي الجيش العراقي وحاز على المركز الأول في البطولة وهذا أول إنجاز خارج العراق لمشاركة نادي الجيش في بطولة الخليج لكرة اليد عام 1982م، وبعدها توالت إنجازاته الرياضية على المستوى العربي والعالمي، وفي عام 1983م أحرز المركز الخامس لنادي الجيش في مشاركتهِ ببطولة الجزائر. وفي عام 1984م أحرز المركز الرابع لنادي الجيش العراقي في بطولة السعودية لكرة اليد بمنطقة الدمام. ثم ترك نادي الجيش وألتحق بنادي الرشيد الذي كانت مشاركاته وسمعته الرياضية معروفة على المستوى العربي.

## وفاته
توفي كريم هادي عام 2008م، بعد مرض عضال أستمر لمدة ثلاث سنوات.